# Období válčících států

Čínské státy v 5. století př. n. l. na přelomu období Letopisů (Jar a podzimů) a období Válčících států

Období válčících států (TZ: 戰國時代; ZZ: 战国时代; pinyin: zhànguó shídài; český přepis: Čankuo š’taj) označuje úsek čínských dějin přibližně mezi lety 475 (či 403) a 221 př. n. l.
Čína se v předcházejícím období Jara a Podzimu skládala z mnoha malých států (až 170) ovládaných jednotlivými aristokratickými rodinami, které spolu různě navazovaly spojenectví, či proti sobě bojovaly a postupně se skládaly ve větší státní celky. Na začátku tohoto období jich však zůstalo již pouhých sedm: Čchu (楚, chǔ), Chan (TZ: 韓; ZZ: 韩, hán), Čchi (TZ: 齊; ZZ: 齐, qí), Čchin (秦, qín), Wej (魏, wèi), Jen (燕, yān) a Čao (TZ: 趙; ZZ: 赵, zhào).
Období válčících států je obvykle interpretováno jako doba nekonečných brutálních válek, které povstaly ze svárů mezi těmito sedmi státy a tento stav nemohl skončit jinak než vznikem jedné mocné říše. Tato interpretace je však pravděpodobně produktem propagandy o jedné Číně, neboť toto období bylo i časem velkého rozvoje věd a umění. V této době žili významní filosofové Mencius a Sün-c', byl vyvinut administrativní systém schopný spravovat i územně rozlehlé státní celky. Války mezi jednotlivými státy nebyly vedeny v rámci všeobecné anarchie, ale vedly je silnější státy proti slabším v touze po jejich ovládnutí.
V roce 221 př. n. l. vládce státu Čchin Š'-chuang-ti (秦始皇帝, qínshǐ huángdì) dobyl poslední ze zbývajících států a poprvé v dějinách tak sjednotil celou Čínu. Období válčících států tak končí a je nahrazeno obdobím vlády dynastie Čchin.

## Proměna společnosti
V období válčících států proběhla bezprecedentní transformace Číny. Marxističtí vědci vysvětlují tuto změnu příchodem železa, spíše však jde o násobící efekt. Zásadní změny se odehrály na politické, hospodářské a demografické rovině.

### Politická transformace
Došlo ke zhroucení modelu lenního státu a k vzniku centralizovaného státu s organizovaným byrokratickým systémem. Důvodem pro tuto přeměnu je fakt, že aristokracie se navzájem vyvraždila v mnoha válkách tohoto a předešlého období Jar a podzimů. Vládci začali státy dělit na teritoriální jednotky, v jejichž čele stáli úředníci oddaní panovníkovi a závislí na centru. Došlo k striktnímu oddělení moci mezi vojskem a státní správou. Z úředníků se vytvořila byrokratická vrstva, která převzala moc od upadající aristokracie.
V předešlých dobách bylo obyvatelstvo dělené do dvou kategorií. Kuo-žen byli svobodní občané, kteří mohli držet zbraň a Je-žen byli rolníci. Kvůli velkému množství válek bylo nutné rekrutovat obrovské množství vojáků, a proto se setřel rozdíl mezi těmito vrstvami a do války byly povoláváni i rolníci. Splynutí těchto dvou kategorií do jedné umožnilo větší kontrolu obyvatelstva.

### Hospodářská transformace
V tomto období se rychle rozvíjelo zemědělství. Hlavním důvodem byl příchod železa do Číny ze střední Asie a jeho rozšíření na venkově. Začaly se používat železné radlice a pluhy tažené dobytkem. Státy podporovaly intenzifikaci zemědělství budováním závlahových kanálů a dalších vodních staveb. Řemeslníci, kteří dříve produkovali téměř výhradně pro aristokracii, začali vyrábět pro potřeby trhu. Došlo k regionální řemeslné specializaci a rozvíjel se i dálkový obchod s luxusním zbožím.
Objevil se společný ekvivalent hodnoty, peníze. První peníze pocházejí ze šestého století př. n. l. a měly tvar rýče. Později se vyráběly i mince nožovitého tvaru, mince s otvorem uprostřed, platilo se i mušlemi kauri. Rozšíření peněz stimulovalo rozvoj obchodu a obchodníci se stali silnou a sebevědomou vrstvou. Došlo však také k lichvě, a proto se konfuciáni na obchod dívali negativně.

### Demografická transformace
Díky změnám v zemědělství došlo k prudkému nárůstu počtu obyvatel. V důsledku změn ve vlastnictví půdy od společného k soukromému nastal odchod obyvatel z venkova do měst. V centrech měst, která byla obehnaná hradbami, se nacházely paláce a konaly se v nich trhy, které byly zároveň i centry zábavy. Díky urbanizaci se nastartovaly také změny v duchovní oblasti, jejichž největším projevem bylo oslabení kultu předků a rozkvět filozofie. V této době, která je nazývána také zlatým věkem čínské filozofie, spolu soupeřilo "sto filozofických škol" a působili nejvýznamnější filozofové čínského starověku.

## Politické dějiny

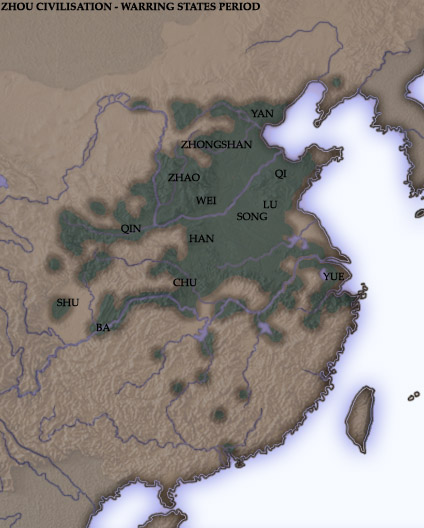
Čína v Období válčících států.
Na obrázku je zachycena situace v rané fázi období, kdy států ještě bylo více.

Rozpad státu Ťin na tři následnické státy v roce 453 př. n. l. znamenal konec období hegemonie a zformoval se nový mezistátní systém sedmi mocností (čchi siung 七雄). Z hlediska politických dějin se dá toto období rozdělit na čtyři části podle toho, které státy v dané době dominovaly:
- Dominance státu Wej: 453 - 340 př. n. l.
- Dominance států Čchin a Čchi: 340 - 284 př. n. l.
- Dominance států Čchin a Čao: 284 - 260 př. n. l.
- Sjednocovací boje (dominance státu Čchin): 260 - 221 př. n. l.

### Dominance státu Wej
V polovině pátého století př. n. l. uskutečnil ministr Li Kchuej ve státě Wej reformy, které ho hospodářský posílily. V zemědělství se zavedlo střídání pěti plodin, na volné plochy byly vysazeny moruše a byl vytvořen systém státních sýpek, které vykupovaly obilí za nízké ceny při přebytku obilí a prodávaly za nízkou cenu v době neúrody. Li Kchuej také nechal sepsat první čínský zákoník Fa-ťing (法经).
Li Kchuejovy reformy postupně převzaly ostatní státy, stát Wej byl ale první, ve kterém byly zavedeny a kde se projevily. Z této pozice pak mocensky těžil a stal se dominantní mocností. V polovině čtvrtého století však utrpěl těžké porážky od států Čchi a Čchin a poklesl na pozici druhořadé mocnosti.

### Dominance států Čchin a Čchi
Po oslabení státu Wej nebyl žádný stát schopen individuálně porazit ostatní. Proto se státy spojovaly do mocenských bloků a vytvářely tzv. vertikální (lien cheng 连横) a horizontální (che cung 合纵) aliance. Aliance mezi státy vytvářeli tzv. mistři aliancí (cung-cheng-ťia 纵横 家), kteří vymýšleli machiavellistické strategie, jak státy spojit. Vytvořil se bezskrupulózní systém válek, o jejichž vedení vznikaly dokonce příručky, např. Sun-c' Ping-fa 孙子兵 法. Popis metod a řízení mistrů aliancí se nachází v knize Strategie válčících států.
V letech 350 až 338 př. n. l. provedl ministr Šang Jang ve státě Čchin několik reforem, které jej vojensky posílily. Oslabil moc aristokracie, rozdělil stát do okresů a zavedl systém vzájemného ručení pao-ťia 保 家, ve kterém je obyvatelstvo rozděleno do skupin po pěti rodinách nesoucích kolektivní odpovědnost za činy každého člena. V roce 316 př. n. l. expandoval stát Čchi do oblasti dnešního S'-čchuanu, kterou díky velkým vodním stavbám přeměnil na obilnici pro své armády.
Stát Čchi roku 314 př. n. l. dobyl stát Jen a vytvořil mocenskou protiváhu státu Čchin. Vládci obou států přijali tituly východní a západní císař, ačkoli formálně vládl císař dynastie Čou. Na počátku třetího století př. n. l. začal Čchi směřovat své útoky na stát Sung, který byl bohatý, protože ležel na křižovatce obchodních cest. Sung se jim podařilo v roce 286 př. n. l. anektovat, což vystrašilo ostatní státy a ty se proti Čchi spojily do aliance. Čchi se pod jejich náporem roku 284 př. n. l. zhroutilo.

### Dominance států Čchin a Čao
Na konci čtvrtého století se státu Čao podařilo dobýt barbarské území na severu. Od barbarů okopírovali jejich taktiku střelby z koňského hřbetu a roku 307 př. n. l. byli do jejich armády začleněni jezdci. V 60. letech třetího století utrpěl stát Čchin od posíleného Čaa několik porážek. Proto Čchin v roce 260 př. n. l. zaútočil na Čao s obrovskou armádou a oba státy se setkaly v bitvě u Čchang Pchingu. V nejkrvavější bitvě čínských dějin, kdy proti sobě stály téměř půlmilionové armády, zvítězil stát Čchin a zajatí vojáci státu Čao byli zaživa pohřbeni. Tato bitva rozhodla o sjednocení Číny, protože po ní se již státu Čchin nedokázal nikdo vojensky postavit.

### Sjednocovací boje
Stát Čchin roku 256 př. n. l. anektoval území čouského rodu a ukončil trvání dynastie Čou. Roku 249 př. n. l. převzal čchinský král mandát nebes. Roku 246 nastoupil na trůn král čchinský Jing Čeng 赢 郑, který společně s poradcem Li S'em vedl sjednocovací boje. V roce 227 př. n. l. dobyli stát Chan a chystali se na stát Jen, který na Jing Čenga vyslal atentátníka Ťing Kch' 荆轲. Tomu se však atentát, který se stal námětem mnoha literárních děl a filmů, nepovedl a roku 223 byl Jen dobyt.
Na konci dvacátých let třetího století př. n. l. Čchin postupně dobyl státy Wej (225), Jen (223) a Čchu (223). Poslední podlehl stát Čchi roku 221 př. n. l. a následně se Jing Čeng prohlásil za císaře říše Čchin a změnil si jméno na Čchin Š'-chuang-ti.